# 미르체아 스네구르
미르체아 이온 스네구르(루마니아어: Mircea Ion Snegur, 러시아어: Мирча Иванович Снегур 미르차 이바노비치 스네구르[*], 1940년 1월 17일~2023년 9월 13일)는 1990년부터 1997년까지 제2대 몰도바의 대통령이다. 몰도바 소비에트 사회주의 공화국의 지도자이기도 했다. 독립 전의 이름은 미르차 이바노비치 스네구르(러시아어: Мирча Иванович Снегур)였다.

## 몰도바 대통령 재임 시절
1990년 대통령 선거에서 소비에트 연방 몰도바 소비에트 사회주의 공화국 대통령으로 선출되어, 1990년 9월 3일 취임했다. 원래 공산당원이었던 스네구르는 몰도바의 독립을 기원하였고 서쪽에서 승인을 요구했다. 몰도바는 1991년 8월 소비에트 연방에서 독립을 선언하였으나, 루마니아와의 통일에 반대한 것을 계기로 1991년 10월 몰도바 인민 전선과 결별하였다. 그 결과 무소속으로 1991년 12월 대통령 선거에 출마하게 되었다. 결국 대통령 선거에 당선되어 1997년까지 재임했으며, 1997년 1월 15일 퇴임했다.

## 역대 선거 결과
| 선거명      | 직책명          | 대수 | 정당                     | 1차 득표율 | 1차 득표수  | 2차 득표율 | 2차 득표수 | 결과 | 당락 |
| ----------- | --------------- | ---- | ------------------------ | ---------- | ----------- | ---------- | ---------- | ---- | ---- |
| 1991년 선거 | 몰도바의 대통령 | 2대  | 무소속                   | 98.22%     | 1,952,142표 |            |            | 1위  |      |
| 1996년 선거 | 몰도바의 대통령 | 3대  | 몰도바의 재탄생과 화해당 | 38.75%     | 603,652표   | 45.98%     | 782,933표  | 2위  | 낙선 |